# Idahoa scapigera
Idahoa scapigera là một loài thực vật có hoa trong họ Cải. Loài này được (Hook.) A.Nelson & J.F.Macbr. mô tả khoa học đầu tiên năm 1913.